# Tourist Ferry Boat
La Tourist Ferry Boat S.p.A. è una società del Gruppo Franza con sede a Roma. Fondata nel 1966 a Messina, ha operato nel settore dei trasporti marittimi con l'espletamento del servizio traghetti fino al 2003, quando è stata costituita la compagnia di navigazione Caronte & Tourist assieme alla Caronte di Villa San Giovanni. 

## Storia
La Tourist Ferry Boat S.p.A. è stata costituita il 22 marzo 1966 a Messina su iniziativa dell'ingegner Giuseppe Franza (1931-1990), e iscritta il 30 maggio al registro ditte presso la camera di commercio della medesima provincia al n. 82878. La ditta sorse come compagnia di navigazione per la gestione ed esercizio di linee marittime per il trasporto rapido coi traghetti di automezzi e veicoli non ferroviari e passeggeri tra Messina e Villa San Giovanni. Franza preferì come approdo delle navi in transito da Messina il porto di quel comune (all'epoca in fase di espansione) a quello di Reggio Calabria per la minor distanza, e di conseguenza ne riduceva significativamente i tempi di percorrenza.
La compagnia, una delle prime di proprietà privata ad operare sullo Stretto, il cui traffico marittimo fino ad allora era esclusivamente gestito dalle Ferrovie dello Stato, inaugurò ufficialmente il proprio servizio di traghetti nel 1968 con la nave bidirezionale Tourist Ferry Boat I, la cui costruzione fu fatta commissionare alla greca Elliniká Naupigeía Skaramanká. L'anno seguente, nel 1969, entrò in servizio la Tourist Ferry Boat II.
La compagnia crebbe rapidamente in termini di servizio e di passeggeri grazie al contestuale sviluppo del traffico veicolare tra la Sicilia e il resto d'Italia, e negli anni successivi, assieme alla calabrese Caronte, arrivò a controllare l'80% del traffico sullo Stretto di Messina. La flotta della Tourist Ferry Boat si ingrandì, e alle due navi iniziali si aggiunsero successivamente la Tourist Ferry Boat III, la Helga (1974), la Bridge (1979), la Giano (1984), e la Stretto di Messina (1988). Nel 1989, fu inaugurato il servizio di traghetti per il collegamento tra Milazzo e le Isole Eolie. L'anno seguente, nel 1990, morì il fondatore l'ingegner Franza e la conduzione della compagnia passò alla moglie Olga Mondello e ai figli Vincenzo e Pietro.
Nel 1992, venne costituita la società Tourist Shipping S.p.A., a cui fu affidata la tratta Messina-Villa San Giovanni con la nave Zancle. Quattro anni più tardi, nel 1996, assieme alla famiglia La Cava la Tourist creò la società Navigazione Generale Italiana, in cui partecipa con il 50%. A questa nuova compagnia, la cui flotta fu dotata di due navi, furono affidati i collegamenti Milazzo-Isole Eolie e Messina-Reggio Calabria.
Nel 2001, la Tourist Ferry Boat avviò un rapporto di collaborazione con la Caronte nell'ambito del progetto comunitario Autostrade del mare, e nel quale venne introdotta una linea di collegamento tra il porto di Messina e quello di Salerno. Due anni più tardi, nel 2003, le due compagnie costituirono assieme la Caronte & Tourist, nella quale fecero confluire le loro attività e servizi.

## Informazioni e dati
La Tourist Ferry Boat S.p.A., che dal 2005 ha sede legale a Roma, è una società del Gruppo Franza di Messina. Al 2001 risultava controllata per il 53% dalla holding Cofimer S.p.A. della famiglia Franza, per il 21,5% dalla Fi.Mar S.r.l. della famiglia Mondello, per il 14,5% dalla Ge.Fin. S.r.l. (Francantonio Genovese) e per l'11% dalla Fime S.p.A.
La sua quota di partecipazione nella Caronte & Tourist, dal 50% iniziale, è scesa al 41,44% del 2013 ed infine al 35% nel 2016.